# Lopo de Brito
Lopo de Brito foi um fidalgo e militar português, 2.º Capitão do Ceilão português, de 1518 a 1522.

## Biografia
Era filho de João de Brito Nogueira, Fidalgo da Casa Real e membro do Conselho de D. Manuel I em 16.04.1514, com D. Brites de Lima, filha do 4.º senhor de Regalados; e sobrinho de Luís de Brito Nogueira, senhor dos morgados de S. Lourenço em Lisboa e de Santo Estevão em Beja.
Chegou ao Ceilão português cerca de setembro de 1518, enviado pelo novo governador da Índia, Diogo Lopes de Sequeira, com a missão - ordenada pelo Rei D. Manuel I - de construir em Colombo uma fortaleza de pedra. Acompanhavam-no seu irmão, António de Brito, nomeado para alcaide-mor da fortaleza, e mais 400 soldados, pedreiros e carpinteiros.
(António de Brito ir-se-ia distinguir mais tarde - juntamente com outro irmão, chamado Jorge de Brito - no cargo de capitão e governador das Ilhas Molucas, onde mandou construir o Forte de São João Batista de Ternate).
A edificação da fortaleza teve que ser feita em condições de extrema dificuldade, sujeita a constantes ataques e cerco das forças militares do Reino de Cota, sob ordens do seu soberano, Vijayabahu VI. Lopo de Brito recorreu a contra-ataques para aliviar a pressão dos sitiantes, nomeadamente no dia 15 de junho de 1519, em que conseguiu, embora provisoriamente, dispersar as forças de Cota.
A 7 de maio de 1520, o Rei de Cota ordenou o cerco total à fortaleza, com milhares de soldados, apoiados por artilharia. O cerco duraria 5 meses, e impediu o abastecimento de água e víveres aos portugueses. Lopo de Brito pediu socorro ao governador em Goa, que na altura se encontrava ausente numa expedição ao Golfo pérsico; contudo, o seu substituto, D. Aleixo de Meneses, conseguiu enviar socorro a partir de Cochim, a 25 de agosto, numa galé comandada por António de Lemos (irmão de Fernão Gomes de Lemos, que depois sucederia a Brito em Colombo) com 50 homens de armas. Apesar da pequena dimensão deste contingente, que só chegou a Colombo a 4 de outubro, ele pôde ser usado para um contra-ataque conjunto com as forças de Lopo de Brito, causando debandada nas tropas de Cota. Na sequência desta ação, Brito conseguiu negociar com o Rei de Cota um acordo de tréguas, em que este aceitou reatar o tributo, entretanto interrompido, que seu pai se tinha comprometido a pagar ao Rei de Portugal.
O acordo de paz foi visto como uma derrota na corte de Cota, contribuindo para enfraquecer a posição do Rei e gerando um complô que levaria ao seu assassinato em 1521, na chamada Vijayabā Kollaya (" A espoliação de Vijayabahu"). Na sequência, os três filhos do Rei dividiram o Reino de Cota entre si. As convulsões internas que acompanharam esta divisão aliviaram a pressão sobre os portugueses em Colombo. Lopo de Brito pôde assim completar a construção da fortaleza, "uma pequena praça, em figura triangular, e de tanta resistência que bastava para as baterias dos cingaleses e para reprimir a força dos elefantes".
Em 1522, Lopo de Brito entregou a praça de Colombo, "que com tanto valor defendera", a Fernão Gomes de Lemos.
Depois de regressar a Portugal, Lopo de Brito foi Fidalgo da Casa real e membro do Conselho Régio de D. João III.
Em 13 de julho de 1524, recebeu da coroa uma tença de 30 mil réis e em 5 de julho de 1528 teve provisão para receber do almoxarifado de Ponte de Lima a quantia de 411 mil réis.
Instituiu um morgadio no ano de 1547, que perduraria até 1863 na posse dos seus descendentes da família Ataíde Azevedo e Brito Malafaia.

## Casamentos e descendência
Casou duas vezes.
A primeira vez com sua prima Isabel de Brito, filha de Estevão de Brito, senhor do morgado de Santo Estevão, em Beja; sem geração.
Casou segunda vez com Iria de Brito Freire, também sua prima, filha de Manuel Freire de Andrade (da casa dos senhores de Bobadela), e de Germineza de Melo; com a seguinte geração:
- João de Brito, que herdou a casa de seu pai e casou com D. Antónia de Ataíde,[17] filha de D. Afonso de Ataíde, senhor de Atouguia, e irmã de D. Luís de Ataíde, 3.º conde de Atouguia e vice-rei da Índia, com a geração que segue:
  - Lopo de Brito, que seguiu o partido de D. António, Prior do Crato, e faleceu em combate na batalha de Alcântara, em 1580; sem geração.
  - Cristóvão de Brito, que faleceu juntamente com seu irmão na batalha de Alcântara, sem geração.
  - D. Francisca de Brito, freira no Mosteiro de Chelas.[18]
  - D. Iria de Brito, que veio a ser herdeira e casou a 1ª vez com D. Diogo Pereira (1570 - 1595), herdeiro da casa dos condes da Feira,[19] com geração; e a 2.ª vez, depois de enviuvar, com D. Francisco Manoel de Ataíde (1565 - 1624), 1.º conde de Atalaia, sem geração que subsistisse.

- Cristóvão de Brito, que casou com D. Maria da Silva, filha de Vicente de Novais da Cunha, morgado de Guilhabreu, administrador do vínculo instituído em 1269 por Urraca Lourenço da Cunha, etc. e de sua mulher D. Branca da Silva, com geração (ver abaixo).[20]

- D. Francisca de Brito, Abadessa do Convento de Santa Clara de Lisboa.[21]

- D. Inês de Brito, Prioresa do Mosteiro de Nossa Senhora da Rosa de Lisboa.[22]

- D. Guiomar de Brito, freira no Mosteiro de Santos-o-Novo de Lisboa.[23]
- Madre Brites de Santa Ana, freira no Convento de Nossa Senhora da Conceição de Beja (atual Museu Rainha Dona Leonor) [24]

A casa do 2.º capitão de Ceilão acabaria por ser herdada por seu neto e homónimo, Lopo de Brito (filho de Cristóvão de Brito e Maria da Silva, acima referidos), casado com D. Maria de Alcáçova Carneiro (da casa dos Alcaides de Campo Maior) e senhor do morgado de Valbom, o qual depois passaria, por sucessão, para os acima referidos Ataíde Azevedo e Brito, senhores da honras e quintas de Barbosa e Ataíde. 
Os senhores de Barbosa também herdariam um morgadio fundado em 1559 pelo irmão mais velho do 2.º Capitão de Ceilão, Cristóvão de Brito, que era casado com D. Brites de Ataíde, irmã do 3.º conde de Atouguia. O mesmo Cristóvão de Brito instituiu em 1560 um morgadio-capela no Real Convento de Palmela.